# Dienstgrade Ingenieurkorps der Luftwaffe (1935–1945)
Im Ingenieurkorps der Luftwaffe (Lw), auch Fliegeringenieurdienst (FID), wurden im Zeitraum von 1935 bis 1945 eigenständige Dienstgrad-/Rangbezeichnungen bzw. Zusätze zu diesen verwendet. Die Einführung dieser neuen Rangbezeichnungen begann im Jahre 1935, eine erste Änderung fand Anfang 1940 statt. Ab 1. November 1940 wurden die Bezeichnungen schließlich an die üblichen Rangbezeichnungen in Luftwaffe und Heer der Wehrmacht angeglichen und durch ein Ing. ergänzt.

## Rangabzeichen
| Insignien Fliegeringenieurdienst                                                                | Insignien Fliegeringenieurdienst                                                                | Insignien Fliegeringenieurdienst                                                                | Rangbezeichnung                                                                                 | Rangbezeichnung                                                                                 | Rangbezeichnung                                                                                 | Äquivalent Heer u. Luftwaffe                                                                    |
| Schulterstück                                                                                   | Kragenspiegel                                                                                   | Chevron (Sonderbekleidung)                                                                      | 1935–1940                                                                                       | 1940 zeitweilig                                                                                 | ab 1. Nov. 1940                                                                                 | Äquivalent Heer u. Luftwaffe                                                                    |
| Generalsränge (Unterlage Schulterstücke, Kragenspiegel und Sonderbekleidung Waffenfarbe „Weiß“) | Generalsränge (Unterlage Schulterstücke, Kragenspiegel und Sonderbekleidung Waffenfarbe „Weiß“) | Generalsränge (Unterlage Schulterstücke, Kragenspiegel und Sonderbekleidung Waffenfarbe „Weiß“) | Generalsränge (Unterlage Schulterstücke, Kragenspiegel und Sonderbekleidung Waffenfarbe „Weiß“) | Generalsränge (Unterlage Schulterstücke, Kragenspiegel und Sonderbekleidung Waffenfarbe „Weiß“) | Generalsränge (Unterlage Schulterstücke, Kragenspiegel und Sonderbekleidung Waffenfarbe „Weiß“) | Generalsränge (Unterlage Schulterstücke, Kragenspiegel und Sonderbekleidung Waffenfarbe „Weiß“) |
| ----------------------------------------------------------------------------------------------- | ----------------------------------------------------------------------------------------------- | ----------------------------------------------------------------------------------------------- | ----------------------------------------------------------------------------------------------- | ----------------------------------------------------------------------------------------------- | ----------------------------------------------------------------------------------------------- | ----------------------------------------------------------------------------------------------- |
|                                                                                                 |                                                                                                 |                                                                                                 | Leitender Flieger-Chefingenieur (Lt Fl Ch Ing)                                                  | Flieger-Generalstabsingenieur (Fl Gen Stb Ing)                                                  | Generalleutnant (Ing.) (Gen Lt (Ing.))                                                          | Generalleutnant (OF-7) (Gen Lt)                                                                 |
|                                                                                                 |                                                                                                 |                                                                                                 | Flieger-Chefingenieur (Fl Ch Ing)                                                               | Flieger-Generalingenieur (Fl Gen Ing)                                                           | Generalmajor (Ing.) (Gen Maj (Ing.))                                                            | Generalmajor (OF-6) (Gen Maj)                                                                   |
| Offiziersränge (Waffenfarbe „Pink“ an Kragenspiegel und Rangabzeichen der Sonderbekleidung)     |                                                                                                 |                                                                                                 |                                                                                                 |                                                                                                 |                                                                                                 |                                                                                                 |
|                                                                                                 |                                                                                                 |                                                                                                 | Flieger-Hauptstabsingenieur (Fl Hpt Stb Ing)                                                    | Flieger-Oberstingenieur (Fl Obst Ing)                                                           | Oberst (Ing.) (Obst Ing.)                                                                       | Oberst (OF-5) (Ob, Obst)                                                                        |
|                                                                                                 |                                                                                                 |                                                                                                 | Flieger-Oberstabsingenieur (Fl Ob Stb Ing)                                                      | Flieger-Oberstabsingenieur (Fl Ob Stb Ing)                                                      | Oberstleutnant (Ing.) (Obstlt Ing.)                                                             | Oberstleutnant (OF-4) (Obstlt, Oberstlt)                                                        |
|                                                                                                 |                                                                                                 |                                                                                                 | Flieger-Stabsingenieur (Fl Stb Ing)                                                             | Flieger-Stabsingenieur (Fl Stb Ing)                                                             | Major (Ing.) (Maj Ing.)                                                                         | Major (OF-3) (Maj)                                                                              |
|                                                                                                 |                                                                                                 |                                                                                                 | Flieger-Hauptingenieur (Fl Hpt Ing)                                                             | Flieger-Hauptingenieur (Fl Hpt Ing)                                                             | Hauptmann (Ing.) (Hptm Ing.)                                                                    | Hauptmann (OF-2) (Hptm)                                                                         |
|                                                                                                 |                                                                                                 |                                                                                                 | Flieger-Oberingenieur (Fl Ob Ing)                                                               | Flieger-Oberingenieur (Fl Ob Ing)                                                               | Oberleutnant (Ing.) (Oblt Ing.)                                                                 | Oberleutnant (OF-1) (Oblt)                                                                      |
|                                                                                                 |                                                                                                 |                                                                                                 | Flieger-Ingenieur (Fl Ing)                                                                      | Flieger-Ingenieur (Fl Ing)                                                                      | Leutnant (Ing.) (Lt Ing.)                                                                       | Leutnant (OF-1) (Lt)                                                                            |

## Waffenfarben
Die Waffenfarbe der beiden Generalsränge war in Anlehnung an die Generalität der Luftwaffe „Weiß“, während die übrigen Ränge einheitlich an Kragenspiegeln und an den Rangabzeichen der Sonderbekleidung die Waffenfarbe „Rosa“ trugen.